# 反射 (数学)

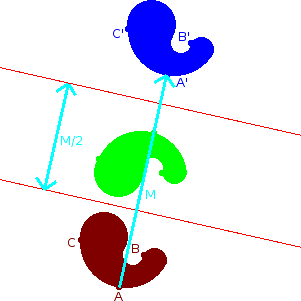
在针对一个轴的反射之后的针对另一个平行于前一个轴的轴的反射导致是平移的总和运动

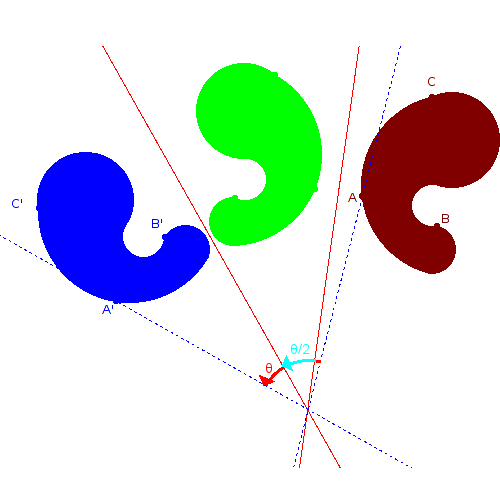
在针对一个轴的反射之后的针对不平行于前一个轴的反射导致是绕两个轴的交点的旋转的一个总和运动

在数学中，反射是把一个物体变换成它的镜像的映射。要反射一个平面图形，需要“镜子”是一条直线（反射轴），对于三维空间中的反射就要使用平面作为镜子。反射有时被认为是圆反演的特殊情情况，参考圆有无限半径。
在几何上说，要找到一个点的反射，可从这个点向反射轴画一条垂线。并在另一边延续相同的距离。要找到一个图形的反射，需要反射这个图形的每个点。
两次反射回到原来的地方。反射保持在点之间的距离。反射不移动在镜子上的点，镜子的维数比发生反射的空间的维数要小1。这些观察允许我们形式化反射的定义：反射是欧几里得空间的对合等距同构，它的不动点集合是余维数为1的仿射子空间。
在经历特定反射后不改变的图形被称为有反射对称性。
密切关联于反射的是斜反射和圆反演。这些变换仍对合于有余维数1的不动点的集合，但它们不再是等距的。

## 豪斯霍尔德变换
给定在欧几里得空间Rn中的一个向量a，在通过原点的正交于a的超平面中的反射的公式是
{\displaystyle \mathrm {Ref} _{a}(v)=v-2{\frac {v\cdot a}{a\cdot a}}a}
这里的v·a指示v和a的点积。注意在上面等式中的第二项就是v在a上的投影的两倍。可以轻易的检查
- Refa(v) = − v，如果v平行于a，
- Refa(v) = v，如果v垂直于a。

因为这些反射是欧几里得空间的固定原点的等距同构，它们可以表示为正交矩阵。对应于上面反射的正交矩阵是有如下元素的矩阵
{\displaystyle R_{ij}=\delta _{ij}-2{\frac {a_{i}a_{j}}{\|a\|^{2}}}}
这里的δij是克罗内克δ。
在仿射超平面{\displaystyle v\cdot a=c}中的反射的公式是
{\displaystyle \mathrm {Ref} _{a,c}(v)=v-2{\frac {v\cdot a-c}{a\cdot a}}a.}
任何一个Rn中正交变换都能写成一些反射的复合，且映射的个数可以不多于n个，这是嘉当-迪厄多内定理的结论。对于不定空间Rp,q也是成立的。